# Acronicta rosea
Acronicta rosea är en fjärilsart som beskrevs av Tutl. Acronicta rosea ingår i släktet Acronicta och familjen nattflyn. Inga underarter finns listade i Catalogue of Life.